# Lavsa
Lavsa  ist eine kleine kroatische Insel in der Adria. Die Insel ist mit etwa zehn Häusern, davon drei Restaurants, bebaut und nur in der Sommersaison bewohnt. Die Ausdehnung der unregelmäßig geformten Insel beträgt etwa 1,5 mal 1,5 Kilometer, die Fläche 1,78 km².
Die im Norden gelegene Bucht Levrnaka ist ein Naturhafen und guter Ankerplatz.
Die Insel ist eine der 89 Inseln beziehungsweise Inselchen und Riffe des Nationalparks Kornaten.